# Estação La Fourche
La Fourche é uma estação da linha 13 do Metrô de Paris, no limite do 17.º e do 18.º arrondissements de Paris.

## Localização
"La Fourche" é o nome comum da encruzilhada, na superfície, onde, enquanto que ela começou na place de Clichy, na avenue de Clichy obliquamente para o noroeste e onde começa a avenue de Saint-Ouen ao norte-nordeste.
A estação está no coração de uma bifurcação em dois ramais da linha 13: o ramal Asnières - Gennevilliers e o ramal Saint Denis. O primeiro permanece em um túnel de duas vias a partir do tronco comum. Por outro lado, o segundo se duplica: em direção a Saint-Denis, ela deixa a via dupla logo após a estação La Fourche e encontra a via oposta vindo de Saint-Denis antes da estação Guy Môquet; no outro sentido, para Châtillon, a via vindo de Saint-Denis se separa antes da La Fourche e passa debaixo do túnel de via dupla do ramal Asnières para servir uma plataforma em uma estação situada abaixo e constituída de uma única plataforma desta única via; em seguida ela se une ao túnel de via dupla logo antes da estação Place de Clichy.

## História
A estação foi aberta em 26 de fevereiro de 1911 durante a criação da linha B da Nord-Sud. Depois, em 20 de janeiro de 1912 durante a abertura do ramal para Porte de Clichy, ela se tornou uma estação de dupla direção.
Desde o início de seu design, a decoração da estação é feita no estilo muito elaborado da companhia da Nord-Sud. Da década de 1950 até 2010, a estação superior tinha uma cambagem metálica com montantes horizontais azuis, quadros publicitários dourados iluminados completados com assentos "Motte" azuis. As estações inferior e superior foram renovadas em 2010 restaurando, para esta última, o estilo original Nord-Sud.
Em 2011, 2 975 434 passageiros entraram nesta estação. Ela viu entrar 2 904 781 passageiros em 2013, o que a coloca na 187ª posição das estações de metrô por sua frequência em 302.

## Serviços aos passageiros

### Acesso
A estação tem apenas um único acesso localizado na calçada na esquina da avenue de Clichy e da avenue de Saint-Ouen. Um painel SIEL situado na bilheteria indica aos passageiros os tempos de espera que lhes permitem escolher entre as duas plataformas em direção a Châtillon.

### Plataformas
La Fourche tem a distinção de ter duas estações localizadas uma acima da outra: a primeira é chamado "estação superior"; a segunda é chamada "estação inferior".
A estação superior tem uma plataforma em direção a Asnières e Saint - Denis e uma plataforma em direção a Châtillon - Montrouge servida apenas para os trens de Asnières. Ela é de configuração padrão com duas plataformas laterais separadas pelas vias do metrô. Os pés-direitos são verticais e a abóbada é semi-elíptica, característica das estações da Nord-Sud. As telhas e a cerâmica, inteiramente refeitas em 2010, assumem a decoração original com quadros publicitários e os entornos do nome da estação de cor marrom, desenhos geométricos marrons nos pés-direitos e na abóbada, o nome inscrito em faiança branca em um fundo azul de tamanho pequeno acima dos quadros publicitários e de tamanho muito grande entre esses quadros, bem como as direções incorporadas na cerâmica nos tímpanos. As telhas em faiança brancas biseladas recobrem as plataformas, a abóbada e tímpanos. A iluminação é fornecida por duas bandas-tubos e os assentos, de estilo "Akiko", são de cor amarela.
A estação mais baixa abaixo tem uma única plataforma para Châtillon - Montrouge servida apenas pelos trens vindos de Saint-Denis. Renovada ao mesmo tempo que a estação superior em 2010, embora nunca tenha sido encaroçada, ela leva novamente os mesmos quadros publicitários, os mesmos entornos do nome da estação, a mesma iluminação e os mesmos assentos. Estando situada sob a estação superior, ela tem um teto de concreto, não decorado, suportado por pés-direitos verticais, caso único para uma estação Nord-Sud. Ela tem também na parede em frente à plataforma várias pinturas fazendo referência à sociedade Nord-Sud.

### Intermodalidade
A estação é servida pelas linhas 54, 74 e 81 da rede de ônibus RATP e, à noite, pelas linhas N15 e N51 da rede Noctilien.

Galeria de fotografias
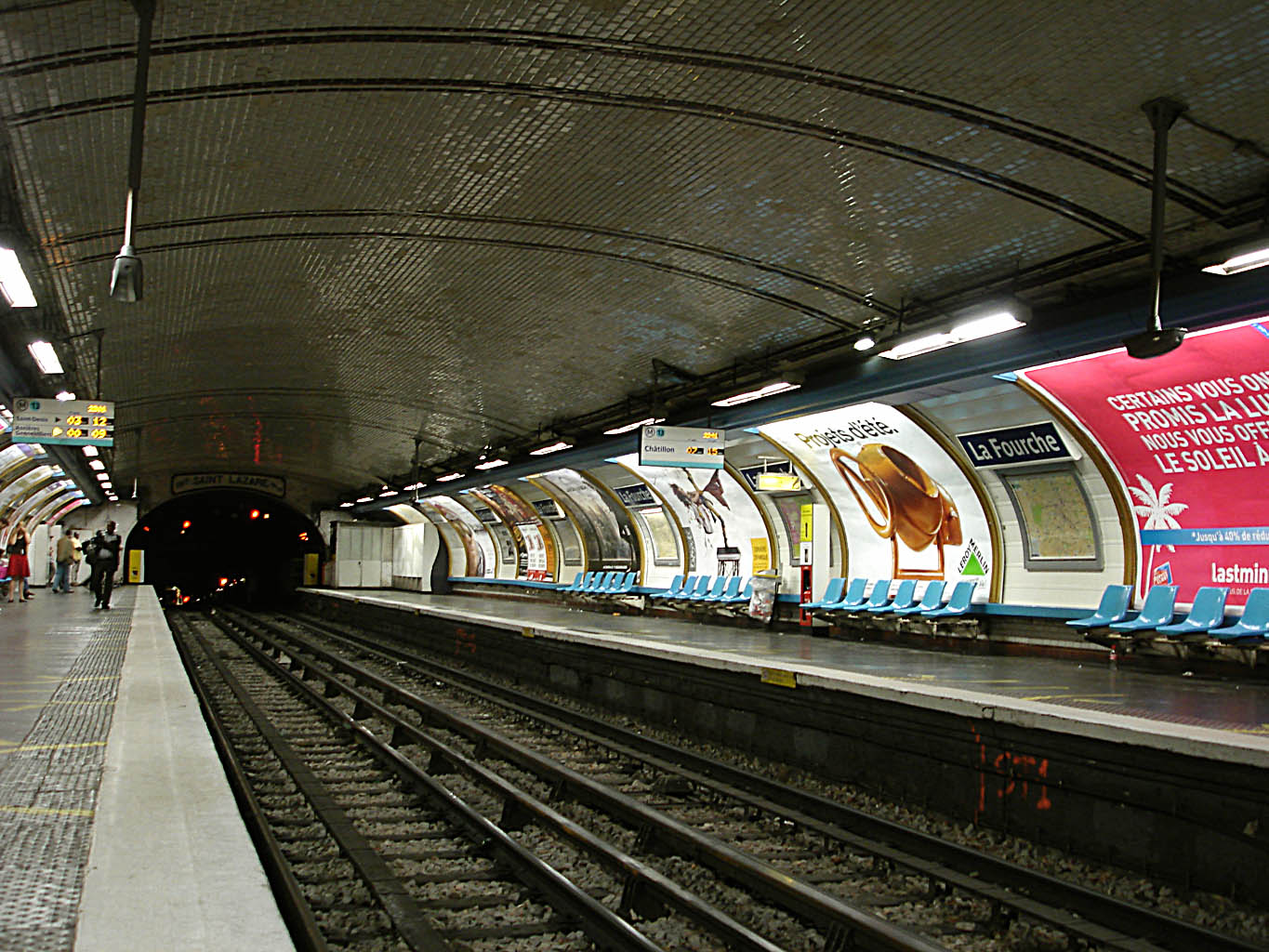
Plataforma da estação superior em 2008, quando a estação ainda estava encaroçada.
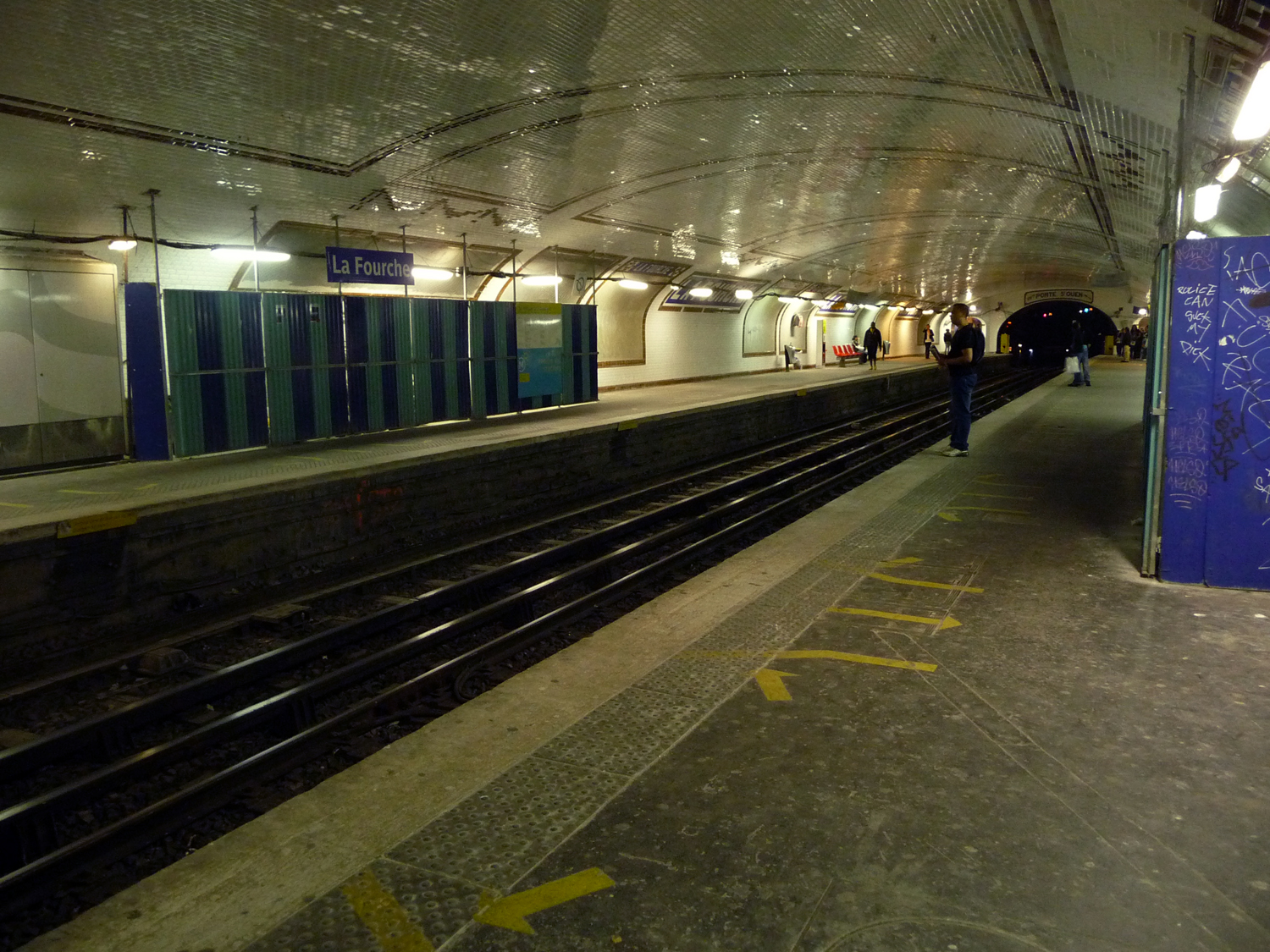
Obras de renovação em 2010 da estação superior.
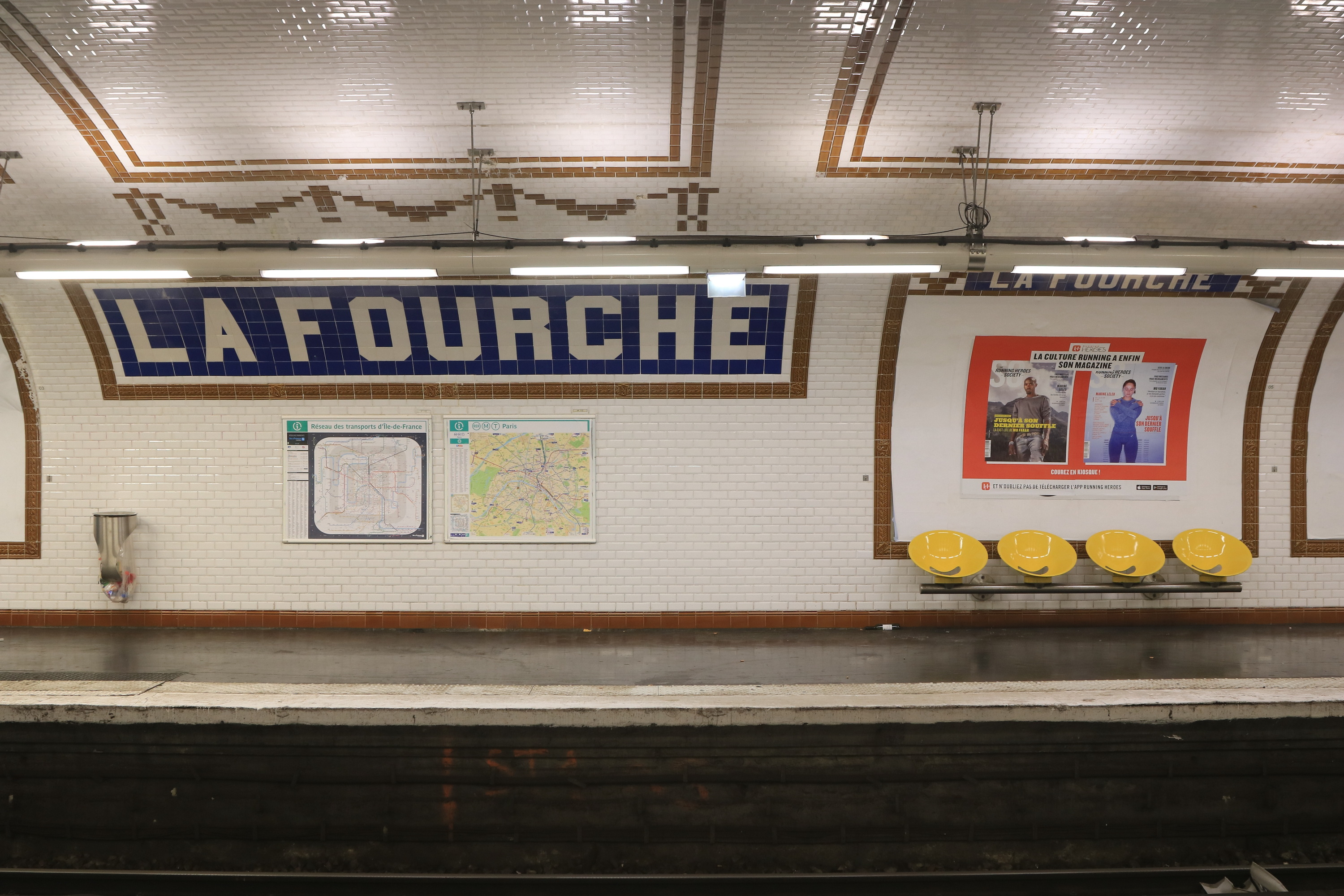
Plataforma Châtillon da estação superior renovada, em 2018.
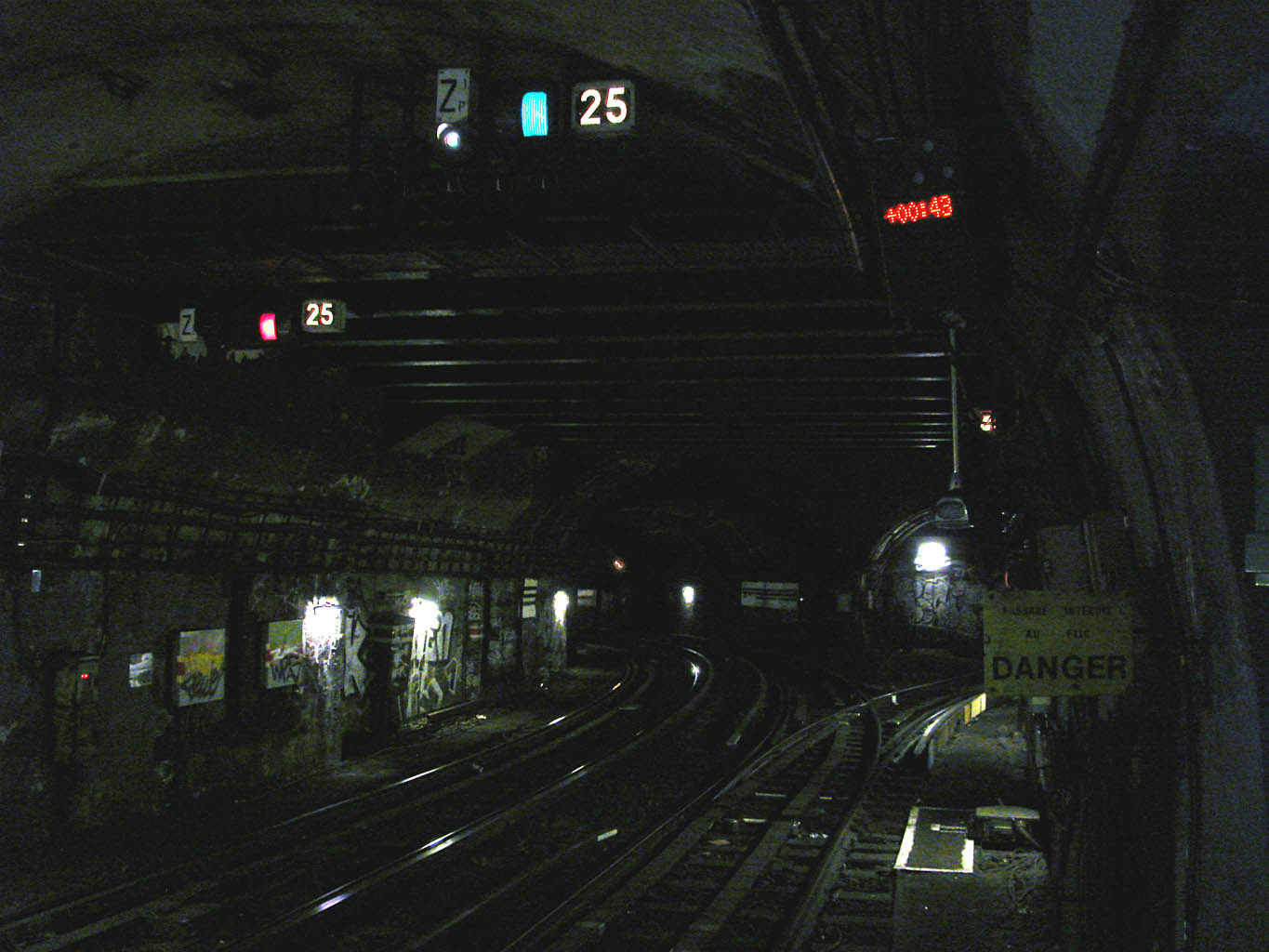
Aparelho de mudança de via permitindo dirigir os trens em cada ramal ao norte da linha.
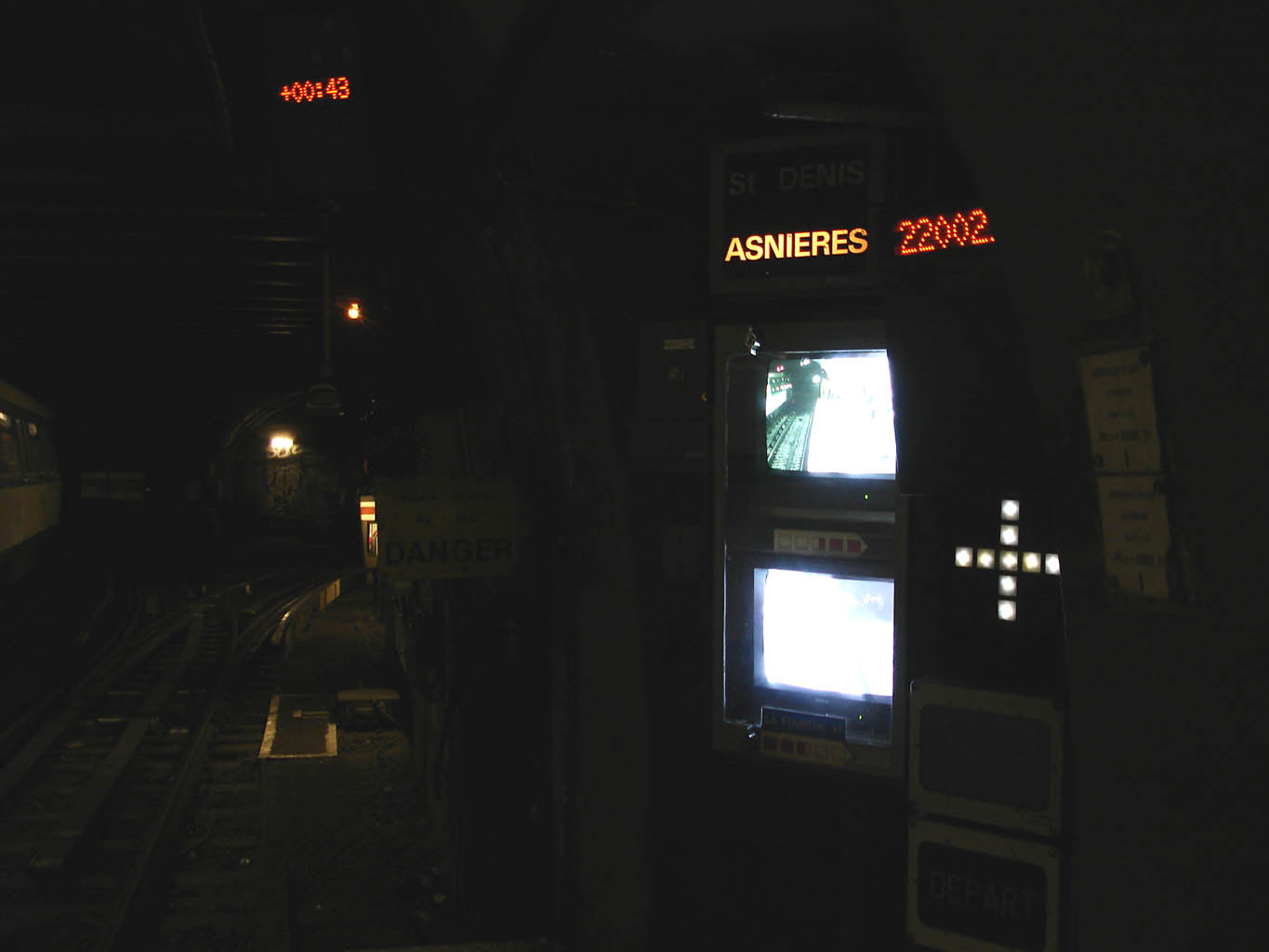
Televisores na cabeceira da plataforma em direção ao norte da linha (a direção de Asnières é traçada).